# Myth and Measurement: The new Economics of the Minimum Wage
Myth and Measurement: The new Economics of the Minimum Wage ist ein 1997 veröffentlichtes Werk der beiden Ökonomen David Card und Alan B. Krueger. Es geht auf einen 1994 veröffentlichten Artikel mit dem Titel „Minimum Wages and Employment: A Case Study of the Fast-Food Industry in New Jersey and Pennsylvania“ zurück. Card und Krueger argumentieren, dass die Einführung oder Erhöhung eines Mindestlohnes keine Arbeitsplätze vernichte.

## Inhalt
Bis in die 1990er Jahre dominierte in den Wirtschaftswissenschaften die Auffassung, dass die Einführung oder die Erhöhung eines Mindestlohnes zwingend Arbeitsplätze vernichte. Krueger und Card stellen in ihrem Werk dagegen die These auf, dass die Einführung oder Erhöhung eines Mindestlohnes nicht zwingend Arbeitsplätze vernichte. Sie belegten ihre These mit einer empirischen Studie, in der sie für eine Branche (Fastfoodrestaurants) zwei Regionen miteinander verglichen: New Jersey, in der 1992 ein Mindestlohn von 4,25 Dollar pro Stunde auf 5,05 Dollar angehoben worden war und das benachbarte Pennsylvania, in der der Mindestlohn weiterhin bei 4,25 pro Stunde lag. Ergebnis war, dass die Anhebung des Mindestlohnes in New Jersey zu keinem Abbau von Personal geführt hatte, sondern sogar mehr Personal eingestellt wurde.

## Rezeption
Myth and Measurement wurde weit überwiegend zustimmend aufgenommen. Cards und Kruegers Ergebnisse wurden durch weitere, sowohl räumlich als auch zeitlich breiter angelegte Untersuchungen (etwa eine Studie des Arbeitsmarkt-Forschungszentrums der US-Universität Berkeley aus dem Jahre 2010), bestätigt:  Höhere Mindestlöhne haben in den Vereinigten Staaten in den vergangenen 16 Jahren keine Jobs vernichtet.

## Belege
1. ↑  Brad Plumer: A closer look at Alan Krueger’s academic work. In: washingtonpost.com. 29. August 2011, abgerufen am 4. Februar 2024 (englisch).
2. ↑  Olaf Storbeck: Arbeitsmarkt: Warum ein Mindestlohn gut ist. In: Zeit Online. 17. Dezember 2010, abgerufen am 20. Oktober 2013.
3. ↑  s. Handelsblatt 2. Januar 2011: US-Studie: Die Wahrheit über Mindestlöhne